# 山前贝默斯海姆
山前贝默斯海姆是德国莱茵兰-普法尔茨州的一个市镇。总面积2.87平方公里，总人口387人，其中男性181人，女性206人（2011年12月31日），人口密度135人/平方公里。